# Précieux (Loire)
Pour les articles homonymes, voir Précieux.
Précieux est une commune française située dans le département de la Loire en région Auvergne-Rhône-Alpes, et faisant partie de Loire Forez Agglomération.

## Géographie
La commune de Précieux est à 8 km à l'est de sa sous-préfecture Montbrison ,
et 33 km au nord-ouest de sa préfecture Saint-Étienne.
Le village est sur le cours de la Curraize, affluent de la Mare elle-même affluent de la Loire en rive gauche. La Mare traverse du sud au nord la pointe sud-est de la commune. La Curraize, qui coule ici d'ouest en est, rejoint la Mare environ 350 m avant que cette dernière ne quitte le territoire communal.

### Communes limitrophes

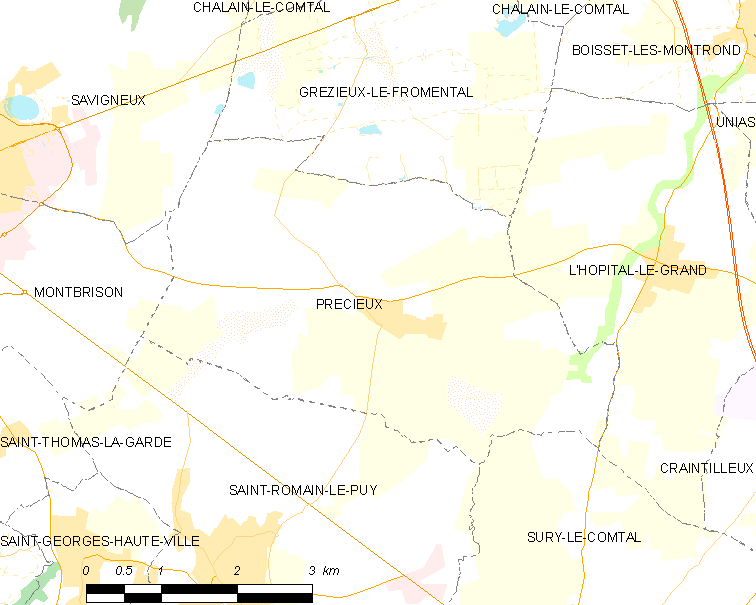
Localisation du village et des communes aux alentours

| Savigneux  | Grézieux-le-Fromental |                    |
| Montbrison | Précieux              | L'Hôpital-le-Grand |
|            | Saint-Romain-le-Puy   | Sury-le-Comtal     |

### Géologie
Hormis les alluvions relativement récentes (du point de vue géologique) des deux cours d'eau mentionnés ci-dessus, la géologie de la commune est fortement marquée par une longue faille orientée plus ou moins nord-sud qui passe au niveau des Bichaizons (1,3 km à l'ouest de Précieux). Elle divise le territoire en parties bien distinctes. 

Côté est — environ 2/3 de la commune —, les formations dites « du 4e étage de Le Verrier et Duclos », ou étage des marnes vertes (« (g-m)4 », en vert sur la carte ; voir Dhellemmes et al. 1974, p. 12, pour une description détaillée de ces marnes). 

Côté ouest, on trouve dans la partie nord 1,77 km2 de formations dites « du 2ème étage de Le Verrier et Duclos », ou étage des grès de Veauëhe (« (g-m)2 », en rose saumon sur la carte) ; et au sud-ouest sont des Formations dites « du 1er étage de Le Verrier et Duclos », ou étage des sables feldspathiques (« (g-m)1 », en rose sur la carte).
Cependant on note aussi, de Ruffieux (environ 2,1 km à l'ouest de Précieux) à Crémerieux (sur Savigneux) et même au-delà vers le nord de Crémerieux, un affleurement calcaire mêlé de silex. Rares dans la plaine du Forez, ces deux matériaux y ont longtemps été extraits. Le silex de Ruffieux est noir avec de nombreuses veinures blanches mais certains faciès sont d'un gris légèrement translucide. Il n'est pas de très bonne qualité et est difficilement taillable. Mais sur les sites protohistoriques il se retrouve régulièrement associé avec d'autres variétés ; quelques exemplaires travaillés se retrouvent sur des sites du nord du département. 

Le calcaire est quant à lui de qualité moyenne mais il a été extrait et taillé pour être utilisé dans de nombreux monuments du Forez (une partie de l'église de Précieux, église Notre-Dame de Montbrison, etc).

### Climat
Pour des articles plus généraux, voir Climat d'Auvergne-Rhône-Alpes et Climat de la Loire.
En 2010, le climat de la commune est de type climat océanique dégradé des plaines du Centre et du Nord, selon une étude du Centre national de la recherche scientifique s'appuyant sur une série de données couvrant la période 1971-2000. En 2020, Météo-France publie une typologie des climats de la France métropolitaine dans laquelle la commune est exposée à un climat de montagne ou de marges de montagne et est dans la région climatique Nord-est du Massif Central, caractérisée par une pluviométrie annuelle de 800 à 1 200 mm, bien répartie dans l’année.
Pour la période 1971-2000, la température annuelle moyenne est de 10,7 °C, avec une amplitude thermique annuelle de 16,9 °C. Le cumul annuel moyen de précipitations est de 654 mm, avec 8,1 jours de précipitations en janvier et 6,5 jours en juillet. Pour la période 1991-2020, la température moyenne annuelle observée sur la station météorologique de Météo-France la plus proche, « Savigneux », sur la commune de Savigneux à 6 km à vol d'oiseau, est de 11,0 °C et le cumul annuel moyen de précipitations est de 665,4 mm,. Pour l'avenir, les paramètres climatiques de la commune estimés pour 2050 selon différents scénarios d'émission de gaz à effet de serre sont consultables sur un site dédié publié par Météo-France en novembre 2022.

## Urbanisme

### Typologie
Au 1er janvier 2024, Précieux est catégorisée commune rurale à habitat dispersé, selon la nouvelle grille communale de densité à sept niveaux définie par l'Insee en 2022.
Elle est située hors unité urbaine. Par ailleurs la commune fait partie de l'aire d'attraction de Montbrison, dont elle est une commune de la couronne,. Cette aire, qui regroupe 27 communes, est catégorisée dans les aires de moins de 50 000 habitants,.

### Occupation des sols
L'occupation des sols de la commune, telle qu'elle ressort de la base de données européenne d’occupation biophysique des sols Corine Land Cover (CLC), est marquée par l'importance des territoires agricoles (97,2 % en 2018), une proportion sensiblement équivalente à celle de 1990 (97,6 %). La répartition détaillée en 2018 est la suivante : 
terres arables (41,7 %), prairies (39 %), zones agricoles hétérogènes (16,5 %), zones urbanisées (2,2 %), forêts (0,6 %). L'évolution de l’occupation des sols de la commune et de ses infrastructures peut être observée sur les différentes représentations cartographiques du territoire : la carte de Cassini (XVIIIe siècle), la carte d'état-major (1820-1866) et les cartes ou photos aériennes de l'IGN pour la période actuelle (1950 à aujourd'hui).

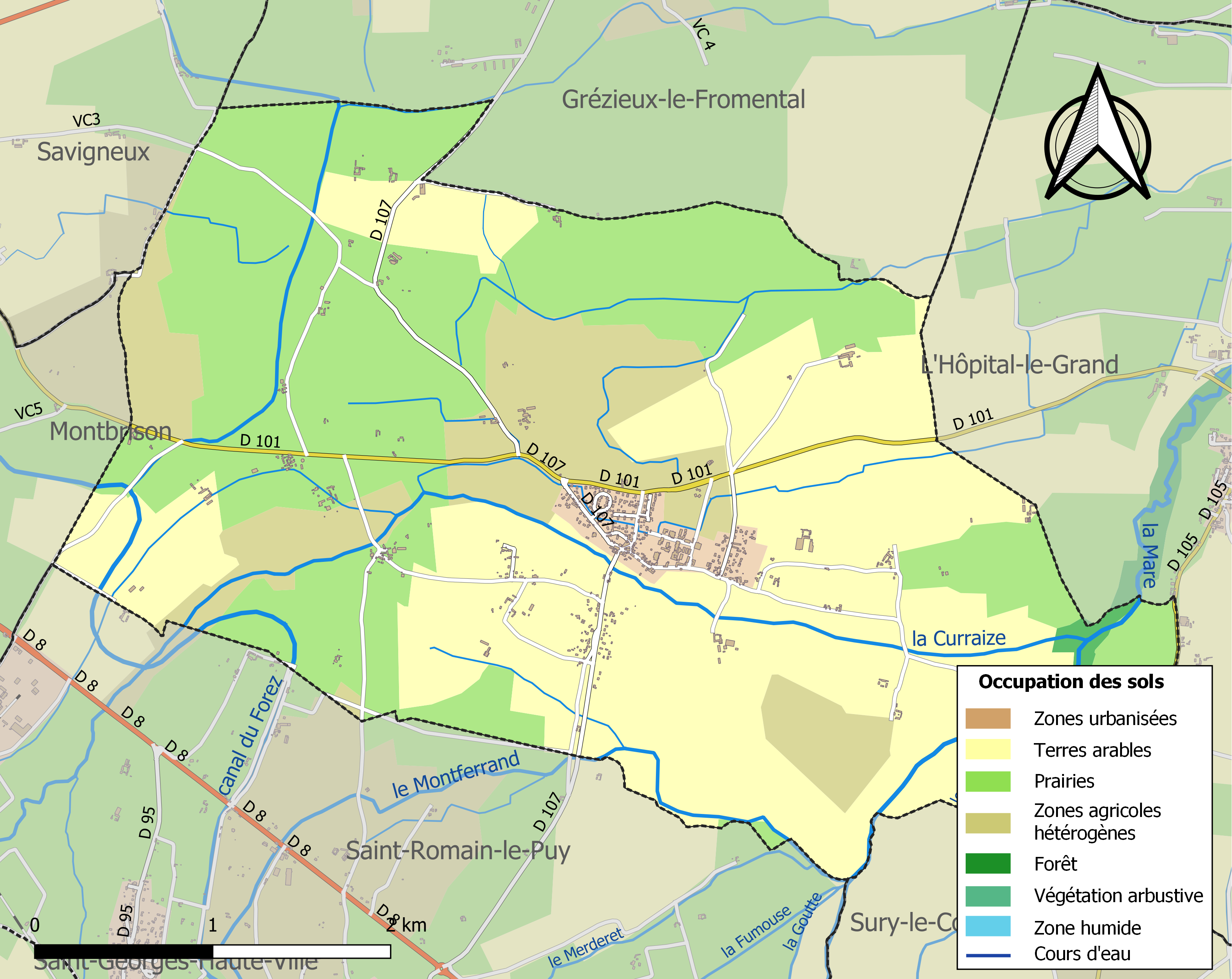
Carte des infrastructures et de l'occupation des sols de la commune en 2018 (CLC).

## Toponymie
Le village a porté des noms successifs :
- Preissiaco
- Pressiaco
- Preiseu
- Perisserii
- Preysseu
- Preisseu
- Pressiacus
- Preyssiacus
- Preissiaco
- Preysseu
- Preisseu
- Presseu
- Preyssieu
- Prayssiu
- Praysseu
- Presseu
- Preyssieu
- Preyciassi
- Prayssici
- Praissiassi
- Preyssiaci
- Preyciaci
- Presissio
- Precieu
- Prissieu
- Preyseu
- Pressieu
- Preytieu
- Hospitale Preyciaci
- Pocus de Precio
- Parrochia Presu
- Preyssieu
- Pretieux
- Prescieu

## Histoire

### Préhistoire
Le Paléolithique moyen ou Moustérien est représenté avec des éléments lithiques trouvés à la limite et à cheval sur la commune et sur celle de l'Hôpital-le-Grand (à l'est de Précieux). C'est le seul site de cette période connu dans la plaine du Forez. Le Néolithique y est aussi représenté.
À Ruffieux, où se trouve du silex de moyenne qualité mais un matériau rare dans la plaine du Forez (voir plus haut la section « Géologie »), ont été trouvés en 1889 des objets de l'âge du Bronze moyen (vers -1600) : une hache à talon, une grande épingle en bronze dont la tête est ornée de cannelures circulaires, et trois faucilles peu arquées. L'occupation du site couvre l'âge du bronze, le second age du fer (la Tène) et la période gallo-romaine.
Aux Baluses, où se trouvait une carrière de sable, une sépulture à ustion a été mise au jour en 1896. Elle était accompagnée de céramiques, notamment un vase de forme balustre ; datées en premier lieu de l'époque gallo-romaine, ces céramiques ont finalement été attribuées à la fin de la Tène I/début de la Tène II, soit entre – 350 et -200. Quelques années plus tard, le même site a livré une hache bipenne en orho-amphibolite, de couleur marron. Ce lieu montre une importante continuité dans son occupation : Néolithique, âge du bronze, âge du fer et époque gallo-romaine.
D'autres sites sur la commune ont livré des objets préhistoriques ou protohistoriques : Azieux (3 km est-sud-est de Précieux), la Séauve (2,5 km sud-est de Précieux), Font-froide, Janieu (2,3 km est de Précieux)… Le hameau de la Vue (600 m sud-ouest de Précieux) a livré deux haches polies.
Les abords de la Curraize ont fourni des indices de l'existence de nombreux sites, qui n'ont pas (encore) été étudiés. Ces gisements potentiels couvrent toutes les époques, avec une prépondérance pour l'âge du bronze mais aussi des périodes peu représentées jusqu'à présent dans la plaine du Forez ; parmi celles-ci, le campaniforme et l'antiquité tardive (monnaie de l'empereur Magnence, milieu du IVe siècle et céramique sigillée luisante).

### Époque gallo-romaine
Au lieu-dit le Grand Gramia se trouvait une villa, occupée à partir du Ier siècle jusqu'aux IVe – Ve siècles au moins. Le site a été sondé en 1968 et 1969 par une équipe menée par R. Quitaud (qui détermine une occupation jusqu'à la fin du IIe siècle) ; puis par le GRAL (Groupe de recherches archéologiques de la Loire) qui allonge la durée d'occupation.
Les Balizes ont aussi été occupées à l'époque gallo-romaine, de même que Ruffieux.

### Moyen-Âge

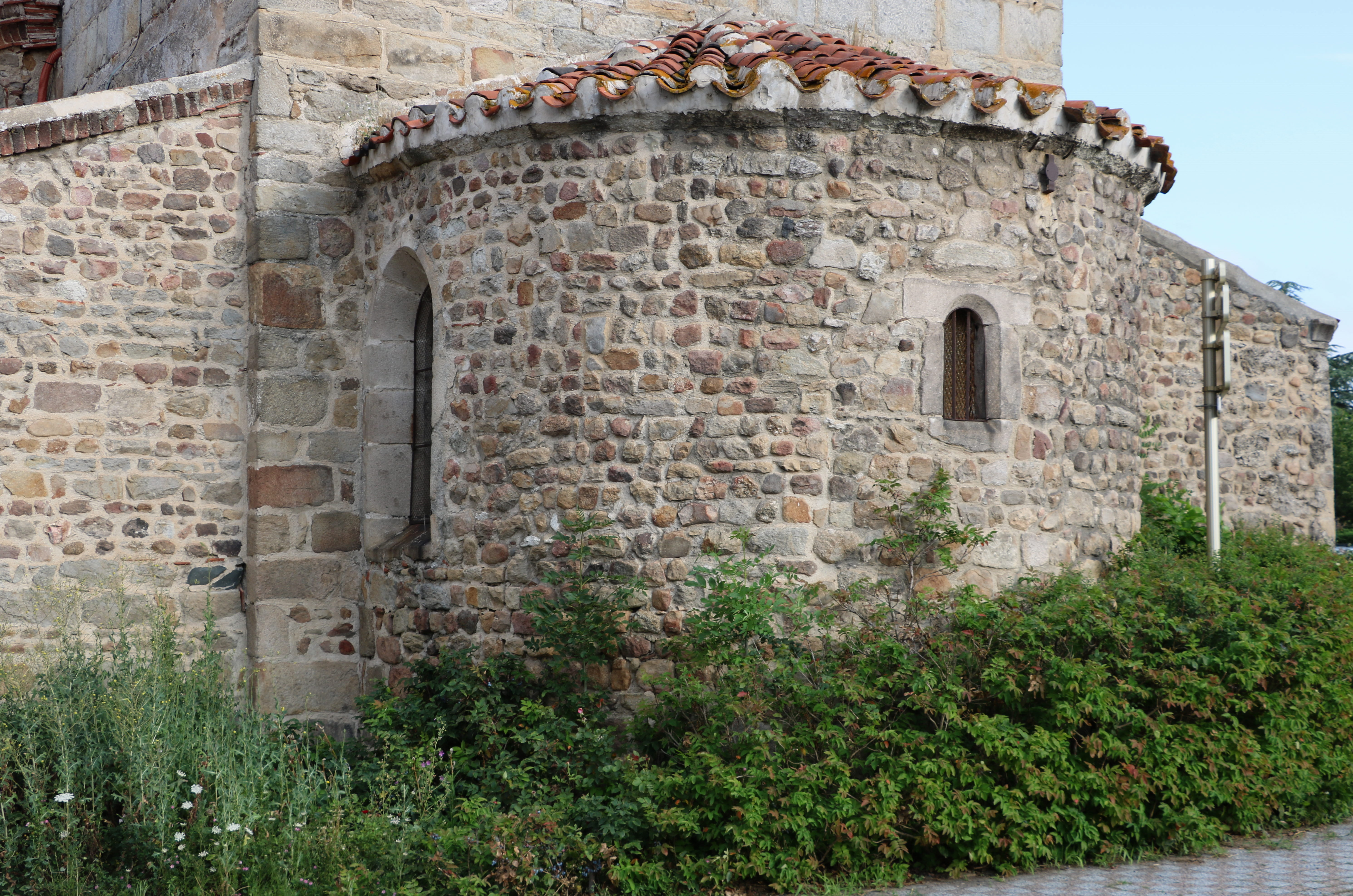
Le chœur de l'église,
ancienne chapelle castrale ?

Les libéralités des comtes de Forez ont morcelé le  territoire.
Seigneurie de Précieux
Le château de Précieux, mentionné dans les textes anciens, a totalement disparu. Les seuls signes de son existence passée sont le cadastre Napoléon du bourg, qui montre en bord de Curraize un parcellaire en forme ovoïde caractéristique des sites fortifiés ; et, au centre de ce parcellaire, la petite chapelle formant le chœur de l'église actuelle : elle est datée des XIe – XIIe siècles et pourrait avoir été la chapelle castrale.
Seigneurie de Curraize
Curraize est à 1,7 km à l'ouest du bourg. La première mention connue est de 1202. La maison est avouée en 1333.
Seigneurie de Messilleux
Messilleux est à 2,2 km nord-ouest du bourg. Mentionné au XIe siècle dans le cartulaire de Savigny, ce site devient une propriété des Hospitaliers de Saint-Jean-de-Jérusalem. Une prospection dans les terrains adjacents a livré des céramiques médiévales, autour de vestiges de ce qui semble avoir été une petite motte féodale. Aux Bichaizons (1,3 km ouest du bourg), une borne en pierre marque la limite entre le prieuré de Saint-Romain-le-Puy et le territoire des Hospitaliers.
Azieux et  la Séauve
Azieux est à 2,8 km sud-est du bourg, en limite de commune avec Sury-le-Comtal et sur l'ancien chemin qui menait de Précieux à Saint-Cyprien et Saint-Just-Saint-Rambert (on peut encore en voir le tracé par les chemins de terre sur la carte IGN) ; il a la taille d'un petit village. La Séauve est à 600 m à l'ouest d'Azieux. Quelques éléments des XVIe – XVIIe siècles y sont conservés, dont une rare maison en pisé avec des ouvertures à croisée et meneau et en pierres moulurées.
La Pompée
Ce domaine, à 2,5 km nord-ouest du bourg, porte le nom du sieur Pompée Gouttes au XVIe siècle. Il a peut-être été un petit fief.
Autres lieux
Des prospections aux hameaux de la Cotille (600 m sud du bourg) et de la Sauzée (1,8 km sud-est du bourg) ont livré des céramiques de la fin du Moyen-Âge. Aux Jaquets, des tessons de céramique similaire sont associés à des fragments de tuile à rebords.

## Politique et administration
| Période                                  | Période  | Identité               | Étiquette | Qualité |
| ---------------------------------------- | -------- | ---------------------- | --------- | ------- |
| Les données manquantes sont à compléter. |          |                        |           |         |
| mars 1947                                |          | Jean Magand            |           |         |
| mars 1983                                |          | Jean Flachat           |           |         |
| mars 1995                                |          | Christian Victoire     |           |         |
| mars 2001                                |          | Dominique Nicolas Jane |           |         |
| mars 2005                                |          | Marie-France Laurens   |           |         |
| mars 2008                                | En cours | Monique Rey            |           |         |

Précieux faisait partie de la communauté d'agglomération de Loire Forez de 2003 à 2016 puis a intégré Loire Forez Agglomération.

## Démographie
L'évolution du nombre d'habitants est connue à travers les recensements de la population effectués dans la commune depuis 1793. Pour les communes de moins de 10 000 habitants, une enquête de recensement portant sur toute la population est réalisée tous les cinq ans, les populations de référence des années intermédiaires étant quant à elles estimées par interpolation ou extrapolation. Pour la commune, le premier recensement exhaustif entrant dans le cadre du nouveau dispositif a été réalisé en 2004.

En 2022, la commune comptait 1 040 habitants, en évolution de +0,78 % par rapport à 2016 (Loire : +1,32 %, France hors Mayotte : +2,11 %).
| 1793 | 1800 | 1806 | 1821 | 1831 | 1836 | 1841 | 1846 | 1851 |
| ---- | ---- | ---- | ---- | ---- | ---- | ---- | ---- | ---- |
| 600  | 340  | 587  | 701  | 637  | 685  | 662  | 710  | 717  |

| 1856 | 1861 | 1866 | 1872 | 1876 | 1881 | 1886 | 1891 | 1896 |
| ---- | ---- | ---- | ---- | ---- | ---- | ---- | ---- | ---- |
| 677  | 683  | 744  | 833  | 806  | 856  | 900  | 924  | 900  |

| 1901 | 1906 | 1911 | 1921 | 1926 | 1931 | 1936 | 1946 | 1954 |
| ---- | ---- | ---- | ---- | ---- | ---- | ---- | ---- | ---- |
| 814  | 750  | 682  | 602  | 630  | 630  | 645  | 590  | 508  |

| 1962 | 1968 | 1975 | 1982 | 1990 | 1999 | 2004 | 2006 | 2009  |
| ---- | ---- | ---- | ---- | ---- | ---- | ---- | ---- | ----- |
| 504  | 517  | 510  | 576  | 764  | 775  | 970  | 969  | 1 033 |

| 2014  | 2019  | 2022  | - | - | - | - | - | - |
| ----- | ----- | ----- | - | - | - | - | - | - |
| 1 028 | 1 035 | 1 040 | - | - | - | - | - | - |

2006 : 938 habitants (mme gâcon. 20-03-2007)

## Culture locale et patrimoine

### Lieux et monuments
- l'église Saint-Symphorien, bâtie du XIIe au XVIe siècle, est inscrite comme monument historique pour son chœur et son clocher depuis 1963[25].
- Le château de la Curraize
- le pigeonnier
- Le château d'eau.

Église Saint-Symphorien
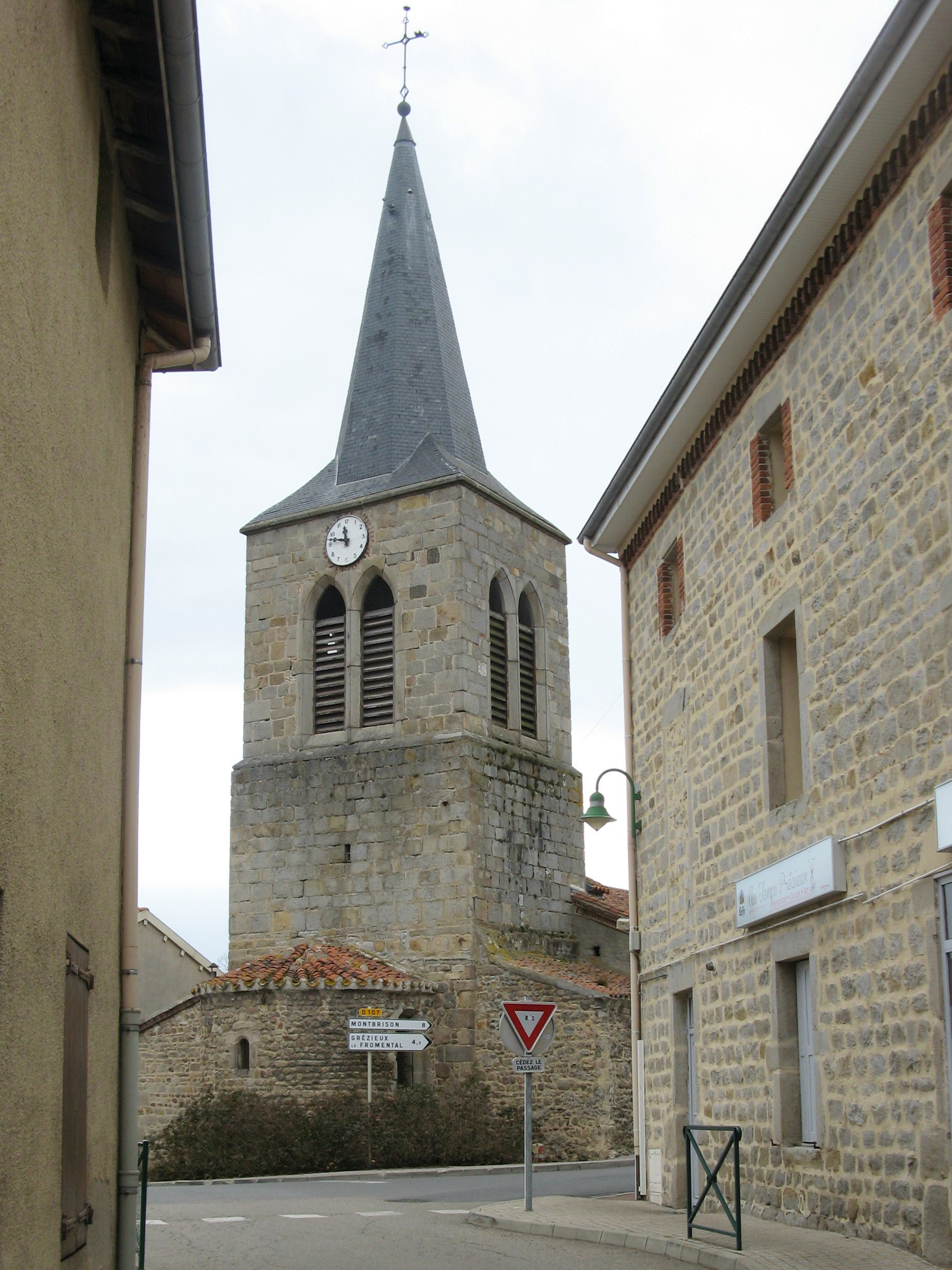
Abside et clocher
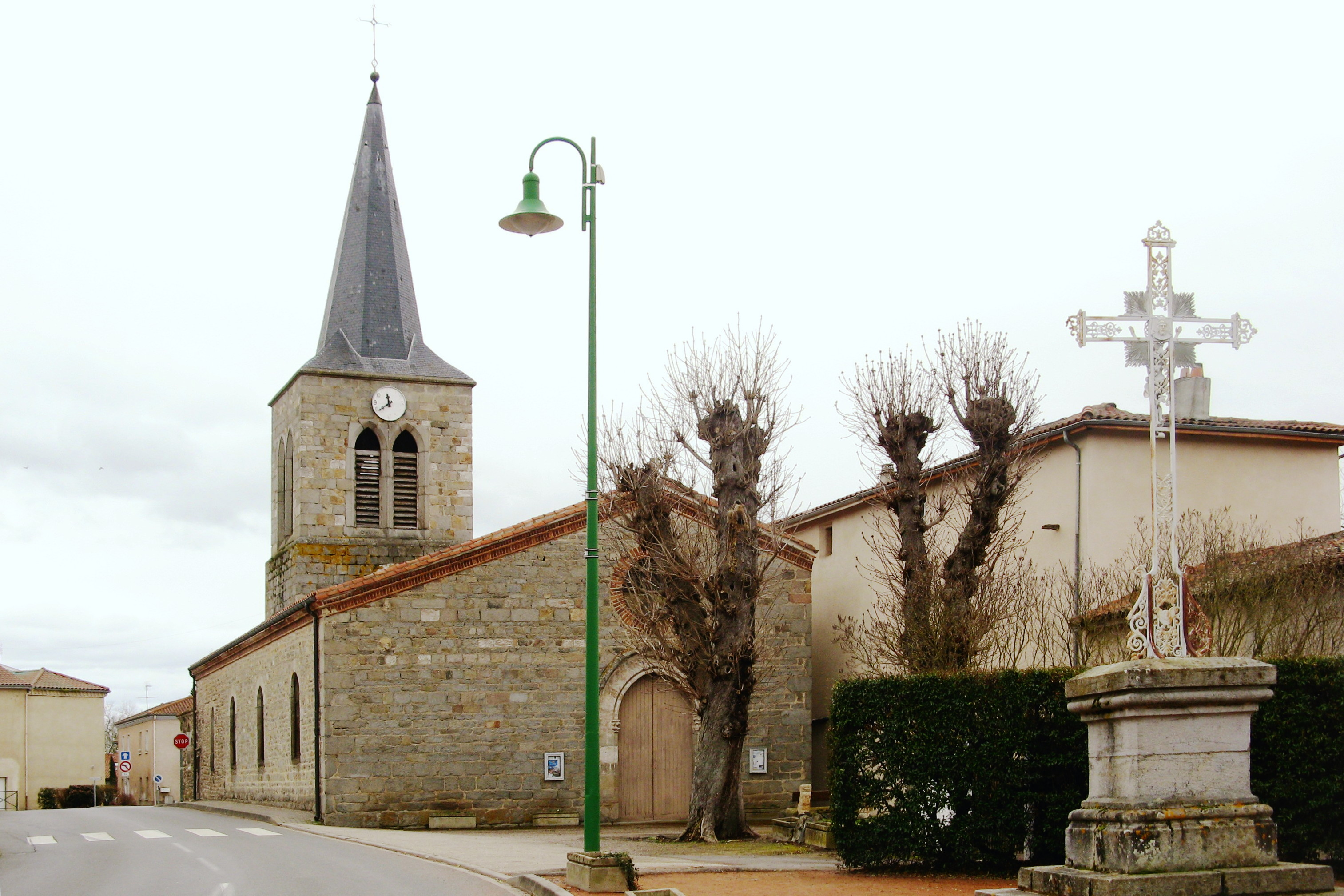
Façade Ouest
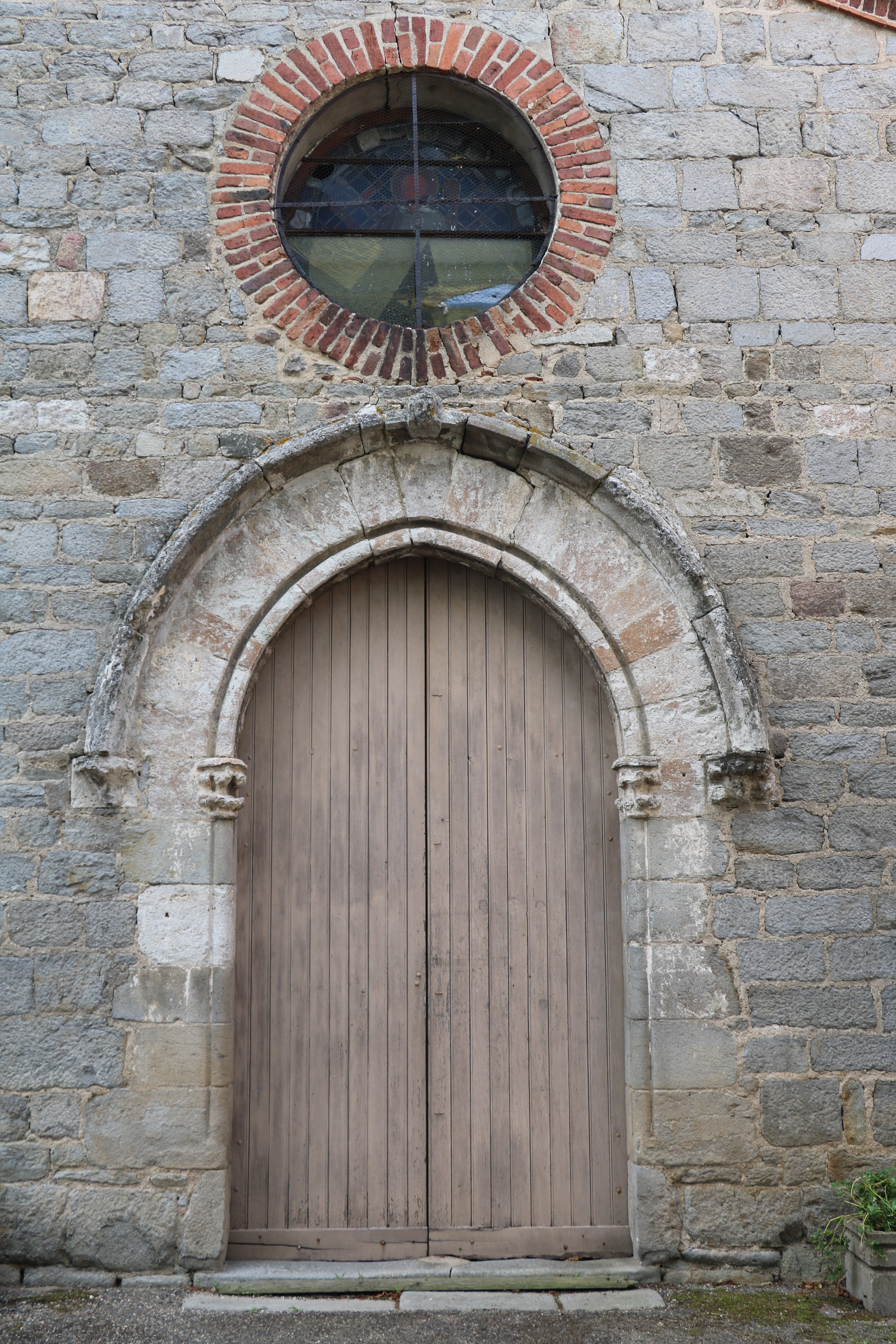
Portail Ouest

### Personnalités liées à la commune
Benoît Malon (1841-1893), né le 23 juin 1841 à Précieux, a joué un rôle important, et souvent méconnu, dans l'histoire du mouvement ouvrier français et international. Ce Forézien est devenu l'un des chefs de l'Internationale, journaliste, député de la Seine en 1870 et adjoint au maire du XVIIe (le quartier des Batignolles), membre de la Commune de Paris, exilé en Suisse et en Italie puis, à son retour en France après l'amnistie, fondateur et directeur de la Revue socialiste. Mort à Asnières-sur-Seine le 13 septembre 1893, inhumé au cimetière du Père-Lachaise (division 77).

### Héraldique
| Blason de Précieux | Blason  | De gueules au chevron haussé d'or, accompagné en pointe d'un lion couronné de même et chargé en chef de deux plumes passées en sautoir et de deux rencontres de taureaux, le tout de sable. |
| Blason de Précieux | Détails | |